# Eudromia olsoni
Crypturellus reai är en utdöd fågel i familjen tinamoer inom ordningen tinamofåglar. Den beskrevs 1993 utifrån fossila lämningar från gränsen mellan miocen och pliocen funna i Argentina.